# Giro Donne 2012
Il Giro Donne 2012, ventitreesima edizione della corsa, si è svolto tra il 29 giugno e il 7 luglio 2012 su un percorso di 976,3 km suddivisi in nove tappe. È stato vinto dall'olandese Marianne Vos davanti alla britannica Emma Pooley e alla statunitense Evelyn Stevens. Vos, che si è imposta per il secondo anno consecutivo, ha vinto anche cinque tappe e ha portato a termine la corsa in 24 ore, 50 minuti e 43 secondi.

## Percorso
Il percorso misura 976,3 chilometri, suddivisi in nove tappe, otto in linea e una a cronometro. La partenza è ospitata dalla Città di Napoli mentre l'arrivo è fissato a Bergamo. Vengono attraversate sette regioni: Campania, Lazio, Toscana, Emilia-Romagna, Veneto, Piemonte e Lombardia.

## Tappe
| Tappa  | Data      | Percorso                              | km    | Vincitrice di tappa | Leader cl. generale |
| ------ | --------- | ------------------------------------- | ----- | ------------------- | ------------------- |
| 1ª     | 29 giugno | Napoli > Terracina                    | 139,1 | Marianne Vos        | Marianne Vos        |
| 2ª     | 30 giugno | Roma (Cron. individuale)              | 7,2   | Marianne Vos        | Marianne Vos        |
| 3ª     | 1º luglio | Vernio > Castiglione dei Pepoli       | 124   | Evelyn Stevens      | Evelyn Stevens      |
| 4ª     | 2 luglio  | Montecatini Terme > Montecatini Terme | 98    | Marianne Vos        | Marianne Vos        |
| 5ª     | 3 luglio  | Polesella > Molinella                 | 128   | Tiffany Cromwell    | Marianne Vos        |
| 6ª     | 4 luglio  | Modena > Salsomaggiore Terme          | 122,2 | Shelley Olds        | Marianne Vos        |
| 7ª     | 5 luglio  | Salice Terme > Castagnole delle Lanze | 129,1 | Marianne Vos        | Marianne Vos        |
| 8ª     | 6 luglio  | Crugnola di Mornago > Lonate Pozzolo  | 116,2 | Marianne Vos        | Marianne Vos        |
| 9ª     | 7 luglio  | Sarnico > Bergamo                     | 106,9 | Emma Johansson      | Marianne Vos        |
| Totale | Totale    | Totale                                | 976,3 |                     |                     |

## Squadre e corridori partecipanti
Partecipano alla competizione 17 squadre, sedici formazioni UCI Women's e una rappresentativa nazionale. Ogni squadra è composta al più da otto atlete, per un totale di 135 cicliste iscritte.
| N.    | Cod. | Squadra                     |
| ----- | ---- | --------------------------- |
| 1-8   | RBW  | Stichting Rabo Women        |
| 11-18 | LNL  | AA Drink-Leontien.nl        |
| 21-28 | LBL  | Lotto-Belisol Ladies        |
| 31-38 | GEW  | Orica-AIS                   |
| 41-48 | RVL  | RusVelo                     |
| 51-58 | HPU  | Hitec Products-Mistral Home |
| 61-68 | FHT  | Faren-Honda Team            |
| 71-78 | VAI  | Vaiano-Tepso                |
| 81-88 | HNT  | Nazionale olandese          |

| N.      | Cod. | Squadra                    |
| ------- | ---- | -------------------------- |
| 91-98   | MCG  | MCipollini-Giambenini      |
| 101-108 | DPZ  | Diadora-Pasta Zara         |
| 111-118 | BPK  | BePink                     |
| 121-128 | MIC  | SC Michela Fanini-Rox      |
| 131-138 | TOG  | Fassa Bortolo-Servetto     |
| 141-148 | GCV  | Verinlegno-Fabiani         |
| 151-158 | SLU  | Team Specialized-Lululemon |
| 161-168 | FCL  | Forno d'Asolo-Colavita     |

## Dettagli delle tappe

### 1ª tappa
- 29 giugno: Napoli > Terracina – 139,1 km

Risultati
| Pos. | Corridore        | Squadra        | Tempo    |
| ---- | ---------------- | -------------- | -------- |
| 1    | Marianne Vos     | Stichting Rabo | 3h48'31" |
| 2    | Shelley Olds     | AA Drink       | s.t.     |
| 3    | Giorgia Bronzini | Diadora        | s.t.     |

| Pos. | Corridore        | Squadra        | Tempo    |
| ---- | ---------------- | -------------- | -------- |
| 1    | Marianne Vos     | Stichting Rabo | 3h48'21" |
| 2    | Shelley Olds     | AA Drink       | a 4"     |
| 3    | Giorgia Bronzini | Diadora        | a 6"     |

### 2ª tappa
- 30 giugno: Roma – Cronometro individuale – 7,2 km

Risultati
| Pos. | Corridore    | Squadra        | Tempo |
| ---- | ------------ | -------------- | ----- |
| 1    | Marianne Vos | Stichting Rabo | 8'50" |
| 2    | Clara Hughes | Specialized    | a 5"  |
| 3    | Judith Arndt | Orica-AIS      | a 12" |

| Pos. | Corridore    | Squadra        | Tempo    |
| ---- | ------------ | -------------- | -------- |
| 1    | Marianne Vos | Stichting Rabo | 3h57'11" |
| 2    | Clara Hughes | Specialized    | a 15"    |
| 3    | Shelley Olds | AA Drink       | a 19"    |

### 3ª tappa
- 1º luglio: Vernio > Castiglione dei Pepoli – 124 km

Risultati
| Pos. | Corridore        | Squadra     | Tempo    |
| ---- | ---------------- | ----------- | -------- |
| 1    | Evelyn Stevens   | Specialized | 3h34'25" |
| 2    | Fabiana Luperini | Faren-Honda | a 20"    |
| 3    | Emma Pooley      | AA Drink    | s.t.     |

| Pos. | Corridore      | Squadra        | Tempo    |
| ---- | -------------- | -------------- | -------- |
| 1    | Evelyn Stevens | Specialized    | 7h31'53" |
| 2    | Marianne Vos   | Stichting Rabo | a 12"    |
| 3    | Emma Pooley    | AA Drink       | a 31"    |

### 4ª tappa
- 2 luglio: Montecatini Terme > Montecatini Terme – 98 km

Risultati
| Pos. | Corridore       | Squadra        | Tempo    |
| ---- | --------------- | -------------- | -------- |
| 1    | Marianne Vos    | Stichting Rabo | 2h44'59" |
| 2    | Emma Johansson  | Hitec Products | a 1'26"  |
| 3    | Tatiana Guderzo | MCipollini     | a 1'33"  |

| Pos. | Corridore      | Squadra        | Tempo     |
| ---- | -------------- | -------------- | --------- |
| 1    | Marianne Vos   | Stichting Rabo | 10h16'54" |
| 2    | Evelyn Stevens | Specialized    | a 1'31"   |
| 3    | Emma Pooley    | AA Drink       | a 2'07"   |

### 5ª tappa
- 3 luglio: Polesella > Molinella – 128 km[1]

Risultati
| Pos. | Corridore            | Squadra        | Tempo    |
| ---- | -------------------- | -------------- | -------- |
| 1    | Tiffany Cromwell     | Orica-AIS      | 3h07'52" |
| 2    | Giorgia Bronzini     | Diadora        | a 8'33"  |
| 3    | Valentina Scandolara | Michela Fanini | s.t.     |

| Pos. | Corridore      | Squadra        | Tempo     |
| ---- | -------------- | -------------- | --------- |
| 1    | Marianne Vos   | Stichting Rabo | 13h33'19" |
| 2    | Evelyn Stevens | Specialized    | a 1'31"   |
| 3    | Emma Pooley    | AA Drink       | a 2'07"   |

### 6ª tappa
- 4 luglio: Modena > Salsomaggiore Terme – 122,2 km

Risultati
| Pos. | Corridore        | Squadra        | Tempo    |
| ---- | ---------------- | -------------- | -------- |
| 1    | Shelley Olds     | AA Drink       | 2h29'54" |
| 2    | Marianne Vos     | Stichting Rabo | s.t.     |
| 3    | Giorgia Bronzini | Diadora        | s.t.     |

| Pos. | Corridore      | Squadra        | Tempo     |
| ---- | -------------- | -------------- | --------- |
| 1    | Marianne Vos   | Stichting Rabo | 16h03'07" |
| 2    | Evelyn Stevens | Specialized    | a 1'44"   |
| 3    | Emma Pooley    | AA Drink       | a 2'20"   |

### 7ª tappa
- 5 luglio: Salice Terme > Castagnole delle Lanze – 129,1 km

Risultati
| Pos. | Corridore        | Squadra        | Tempo    |
| ---- | ---------------- | -------------- | -------- |
| 1    | Marianne Vos     | Stichting Rabo | 3h17'44" |
| 2    | Emma Johansson   | Hitec Products | s.t.     |
| 3    | Fabiana Luperini | Faren-Honda    | s.t.     |

| Pos. | Corridore      | Squadra        | Tempo     |
| ---- | -------------- | -------------- | --------- |
| 1    | Marianne Vos   | Stichting Rabo | 19h20'41" |
| 2    | Evelyn Stevens | Specialized    | a 1'54"   |
| 3    | Emma Pooley    | AA Drink       | a 2'30"   |

### 8ª tappa
- 6 luglio: Mornago > Lonate Pozzolo – 116,2 km

Risultati
| Pos. | Corridore      | Squadra        | Tempo    |
| ---- | -------------- | -------------- | -------- |
| 1    | Marianne Vos   | Stichting Rabo | 2h45'43" |
| 2    | Judith Arndt   | Orica-AIS      | s.t.     |
| 3    | Evelyn Stevens | Specialized    | s.t.     |

| Pos. | Corridore      | Squadra        | Tempo     |
| ---- | -------------- | -------------- | --------- |
| 1    | Marianne Vos   | Stichting Rabo | 22h06'14" |
| 2    | Evelyn Stevens | Specialized    | a 2'00"   |
| 3    | Emma Pooley    | AA Drink       | a 3'20"   |

### 9ª tappa
- 7 luglio: Sarnico > Bergamo – 106,9 km

Risultati
| Pos. | Corridore      | Squadra        | Tempo    |
| ---- | -------------- | -------------- | -------- |
| 1    | Emma Johansson | Hitec Products | 2h44'38" |
| 2    | Marianne Vos   | Stichting Rabo | s.t.     |
| 3    | Emma Pooley    | AA Drink       | a 2"     |

| Pos. | Corridore      | Squadra        | Tempo     |
| ---- | -------------- | -------------- | --------- |
| 1    | Marianne Vos   | Stichting Rabo | 24h50'43" |
| 2    | Emma Pooley    | AA Drink       | a 3'27"   |
| 3    | Evelyn Stevens | Specialized    | a 6'32"   |

## Evoluzione delle classifiche
In questa edizione del giro vengono messe in palio cinque diverse maglie di leader delle varie classifiche:
Maglia rosa - Pasta Zara per la classifica generale a tempo
Maglia gialla - Rock No War Onlus per la classifica a punti
Maglia verde - Epiù Energia - Gruppo Iseni per la classifica dei Gran Premi della montagna
Maglia bianca - Servetto per la classifica di miglior giovane
Maglia azzurra - Santero per la classifica di miglior italiana
| Tappa              | Vincitrice         | Classifica generale Maglia rosa | Classifica a punti Maglia gialla | Classifica GPM Maglia verde | Classifica giovani Maglia bianca | Classifica italiane Maglia blu |
| ------------------ | ------------------ | ------------------------------- | -------------------------------- | --------------------------- | -------------------------------- | ------------------------------ |
| 1                  | Marianne Vos       | Marianne Vos                    | Marianne Vos                     | Aleksandra Sosenko          | Chloe Hosking                    | Giorgia Bronzini               |
| 2                  | Marianne Vos       | Marianne Vos                    | Marianne Vos                     | Aleksandra Sosenko          | Alena Amjaljusik                 | Tatiana Guderzo                |
| 3                  | Evelyn Stevens     | Evelyn Stevens                  | Marianne Vos                     | Emma Pooley                 | Elisa Longo Borghini             | Fabiana Luperini               |
| 4                  | Marianne Vos       | Marianne Vos                    | Marianne Vos                     | Emma Pooley                 | Elisa Longo Borghini             | Fabiana Luperini               |
| 5                  | Tiffany Cromwell   | Marianne Vos                    | Marianne Vos                     | Emma Pooley                 | Elisa Longo Borghini             | Fabiana Luperini               |
| 6                  | Shelley Olds       | Marianne Vos                    | Marianne Vos                     | Emma Pooley                 | Elisa Longo Borghini             | Fabiana Luperini               |
| 7                  | Marianne Vos       | Marianne Vos                    | Marianne Vos                     | Emma Pooley                 | Elisa Longo Borghini             | Fabiana Luperini               |
| 8                  | Marianne Vos       | Marianne Vos                    | Marianne Vos                     | Emma Pooley                 | Elisa Longo Borghini             | Fabiana Luperini               |
| 9                  | Emma Johansson     | Marianne Vos                    | Marianne Vos                     | Emma Pooley                 | Elisa Longo Borghini             | Fabiana Luperini               |
| Classifiche finali | Classifiche finali | Marianne Vos                    | Marianne Vos                     | Emma Pooley                 | Elisa Longo Borghini             | Fabiana Luperini               |

## Classifiche della corsa

### Classifica generale - Maglia rosa
| Pos. | Corridore            | Squadra        | Tempo     |
| ---- | -------------------- | -------------- | --------- |
| 1    | Marianne Vos         | Stichting Rabo | 24h50'43" |
| 2    | Emma Pooley          | AA Drink       | a 3'27"   |
| 3    | Evelyn Stevens       | Specialized    | a 6'32"   |
| 4    | Fabiana Luperini     | Faren-Honda    | a 7'39"   |
| 5    | Emma Johansson       | Hitec Products | a 7'50"   |
| 6    | Judith Arndt         | Orica-AIS      | a 8'30"   |
| 7    | Tatiana Guderzo      | MCipollini     | a 9'00"   |
| 8    | Claudia Häusler      | Orica-AIS      | a 9'13"   |
| 9    | Elisa Longo Borghini | Hitec Products | a 10'07"  |
| 10   | Ashleigh Moolman     | Lotto-Belisol  | a 10'12"  |

### Classifica a punti - Maglia gialla
| Pos. | Corridore      | Squadra        | Punti |
| ---- | -------------- | -------------- | ----- |
| 1    | Marianne Vos   | Stichting Rabo | 107   |
| 2    | Emma Johansson | Hitec Products | 52    |
| 3    | Judith Arndt   | Orica-AIS      | 48    |
| 4    | Evelyn Stevens | Specialized    | 47    |
| 5    | Shelley Olds   | AA Drink       | 43    |

### Classifica scalatori - Maglia verde
| Pos.             | Corridore       | Squadra        | Punti |
| ---------------- | --------------- | -------------- | ----- |
| 1                | Emma Pooley     | AA Drink       | 43    |
| 2                | Evelyn Stevens  | Specialized    | 21    |
| 3                | Marianne Vos    | Stichting Rabo | 16    |
| 4                | Linda Villumsen | Orica-AIS      | 12    |
| 5                | Claudia Häusler | Orica-AIS      | 10    |
| Fabiana Luperini | Faren-Honda     | 10             |       |

### Classifica giovani - Maglia bianca
| Pos. | Corridore            | Squadra        | Tempo     |
| ---- | -------------------- | -------------- | --------- |
| 1    | Elisa Longo Borghini | Hitec Products | 25h00'50" |
| 2    | Alena Amjaljusik     | BePink         | a 5'11"   |
| 3    | Rossella Ratto       | Verinlegno     | a 13'12"  |
| 4    | Lucinda Brand        | AA Drink       | a 28'42"  |
| 5    | Anna van der Breggen | Paesi Bassi    | a 30'10"  |

### Classifica italiane - Maglia blu
| Pos. | Corridore            | Squadra        | Tempo     |
| ---- | -------------------- | -------------- | --------- |
| 1    | Fabiana Luperini     | Faren-Honda    | 24h58'22" |
| 2    | Tatiana Guderzo      | MCipollini     | a 1'21"   |
| 3    | Elisa Longo Borghini | Hitec Products | a 2'28"   |
| 4    | Rossella Ratto       | Verinlegno     | a 15'40"  |
| 5    | Noemi Cantele        | BePink         | a 29'03"  |